# Савајо де Морелос (Савајо)
Савајо де Морелос (шп. Sahuayo de Morelos) насеље је у Мексику у савезној држави Мичоакан у општини Савајо. Насеље се налази на надморској висини од 1543 м.

## Становништво
Према подацима из 2010. године у насељу је живело 64431 становника.

### Хронологија
| Година       | 2000                  | 2005                  | 2010                  |
| ------------ | --------------------- | --------------------- | --------------------- |
| Становништво | 57827 (27590 / 30237) | 59316 (28244 / 31072) | 64431 (31160 / 33271) |

### Попис
| \| \| м \| \| \| ж \| \| 0—2 \| 1.827 \| \| \| 1.766 \| \| 3—5 \| 1.841 \| \| \| 1.796 \| \| 6—11 \| 3.858 \| \| \| 3.757 \| \| 12—14 \| 1.936 \| \| \| 1.966 \| \| 15—17 \| 1.975 \| \| \| 1.936 \| \| 18—24 \| 4.184 \| \| \| 4.342 \| \| 60+ \| 2.828 \| \| \| 3.447 \| \| Просек : \| 28,6 \| \| \| 29,9 \| |       |  |  |       |
| |       |  |  |       |
| | м     |  |  | ж     |
| 0—2 | 1.827 |  |  | 1.766 |
| 3—5 | 1.841 |  |  | 1.796 |
| 6—11 | 3.858 |  |  | 3.757 |
| 12—14 | 1.936 |  |  | 1.966 |
| 15—17 | 1.975 |  |  | 1.936 |
| 18—24 | 4.184 |  |  | 4.342 |
| 60+ | 2.828 |  |  | 3.447 |
| Просек : | 28,6  |  |  | 29,9  |

| #   | Индикатор                                                                                        | Вредност |
| --- | ------------------------------------------------------------------------------------------------ | -------- |
| 1   | Становништво од 0 до 2 године                                                                    | 3593     |
| 2   | Мушко становништво од 0 до 2 године                                                              | 1827     |
| 3   | Женско становништво од 0 до 2 године                                                             | 1766     |
| 4   | Становништво са 3 и више година                                                                  | 60458    |
| 5   | Мушко становништво са 3 и више година                                                            | 29144    |
| 6   | Женско становништво са 3 и више година                                                           | 31314    |
| 7   | Становништво са 5 и више година                                                                  | 58044    |
| 8   | Мушко становништво са 5 и више година                                                            | 27932    |
| 9   | Женско становништво са 5 и више година                                                           | 30112    |
| 10  | Становништво са 12 и више година                                                                 | 49206    |
| 11  | Мушко становништво са 12 и више година                                                           | 23445    |
| 12  | Женско становништво са 12 и више година                                                          | 25761    |
| 13  | Становништво са 15 и више година                                                                 | 45304    |
| 14  | Мушко становништво са 15 и више година                                                           | 21509    |
| 15  | Женско становништво са 15 и више година                                                          | 23795    |
| 16  | Становништво са 18 и више година                                                                 | 41393    |
| 17  | Мушко становништво са 18 и више година                                                           | 19534    |
| 18  | Женско становништво са 18 и више година                                                          | 21859    |
| 19  | Становништво од 3 до 5 година                                                                    | 3637     |
| 20  | Мушко становништво од 3 до 5 година                                                              | 1841     |
| 21  | Женско становништво од 3 до 5 година                                                             | 1796     |
| 22  | Становништво од 6 до 11 година                                                                   | 7615     |
| 23  | Мушко становништво од 6 до 11 година                                                             | 3858     |
| 24  | Женско становништво од 6 до 11 година                                                            | 3757     |
| 25  | Становништво од 8 до 14 година                                                                   | 8953     |
| 26  | Мушко становништво од 8 до 14 година                                                             | 4471     |
| 27  | Женско становништво од 8 до 14 година                                                            | 4482     |
| 28  | Становништво од 12 до 14 година                                                                  | 3902     |
| 29  | Мушко становништво од 12 до 14 година                                                            | 1936     |
| 30  | Женско становништво од 12 до 14 година                                                           | 1966     |
| 31  | Становништво од 15 до 17 година                                                                  | 3911     |
| 32  | Мушко становништво од 15 до 17 година                                                            | 1975     |
| 33  | Женско становништво од 15 до 17 година                                                           | 1936     |
| 34  | Становништво од 18 до 24 године                                                                  | 8526     |
| 35  | Мушко становништво од 18 до 24 године                                                            | 4184     |
| 36  | Женско становништво од 18 до 24 године                                                           | 4342     |
| 37  | Женско становништво од 15 до 49 година                                                           | 17601    |
| 38  | Становништво са 60 и више година                                                                 | 6275     |
| 39  | Мушко становништво са 60 и више година                                                           | 2828     |
| 40  | Женско становништво са 60 и више година                                                          | 3447     |
| 41  | Однос између мушкараца и жена                                                                    | 93.66    |
| 42  | Становништво од нуле до 14 година                                                                | 18747    |
| 43  | Становништво од 15 до 64 године                                                                  | 40982    |
| 44  | Становништво од 65 година и више                                                                 | 4322     |
| 45  | Просечан број деце                                                                               | 2.43     |
| 46  | Становништво рођено у ентитету                                                                   | 58980    |
| 47  | Мушко становништво рођено у ентитету                                                             | 28519    |
| 48  | Женско становништво рођено у ентитету                                                            | 30461    |
| 49  | Становништво рођено у другом ентитету                                                            | 4248     |
| 50  | Мушко становништво рођено у другом ентитету                                                      | 2059     |
| 51  | Женско становништво рођено у другом ентитету                                                     | 2189     |
| 52  | Становништво од 5 година и више резидентно у ентитету у јуну 2005. године                        | 55673    |
| 53  | Мушко становништво старосног доба од 5 година и више, резидентно у ентитету у јуну 2005. године  | 26519    |
| 54  | Женско становништво старосног доба од 5 и више година, резидентно у ентитету у јуну 2005. године | 29154    |
| 55  | Становништво од 5 година и више које је живело у другом ентитету у јуну 2005. године             | 818      |
| 56  | Мушко становништво старије од 5 година које је живело у другом ентитету у јуну 2005. године      | 427      |
| 57  | Женско становништво старије од 5 година које је живело у другом ентитету у јуну 2005. године     | 391      |
| 58  | Становништво од 3 године и више које говори аутохтони језик                                      | 123      |
| 59  | Мушко становништво старо 3 године и више које говори аутохтони језик                             | 71       |
| 60  | Женско становништво старо 3 године и више које говори аутохтони језик                            | 52       |
| 61  | Становништво од 3 године и више које говори аутохтони језик и не говори шпански језик            | 2        |
| 62  | Мушко становништво старо 3 године и више које говори аутохтони језик и не говори шпански         | 1        |
| 63  | Женско становништво старо 3 године и више које говори аутохтони језик и не говори шпански језик  | 1        |
| 64  | Становништво старо 3 године и више које говори аутохтони језик и шпански                         | 36       |
| 65  | Мушко становништво старо 3 године и више које говори аутохтони језик и шпански                   | 24       |
| 66  | Женско становништво старо 3 године и више које говори аутохтони језик и шпански                  | 12       |
| 67  | Становништво од 5 година и више које говори аутохтони језик                                      | 116      |
| 68  | Становништво од 5 година и више које говори аутохтони језик и не говори шпански језик            | 1        |
| 69  | Становништво од 5 година и више које говори аутохтони језик и говори шпански језик               | 36       |
| 70  | Становништво у домородачким домаћинствима                                                        | 240      |
| 71  | Становништво са ограничењима у активностима                                                      | 3605     |
| 72  | Становништво са ограниченим ходањем или кретањем, горе или доле                                  | 2138     |
| 73  | Становници са ограничењима вида, чак и уз кориштење сочива                                       | 995      |
| 74  | Становништво са ограничењима говора, комуникације или конверзације                               | 194      |
| 75  | Становништво са ограниченим слухом                                                               | 314      |
| 76  | Становништво са ограничењима при одевању, купању или јелу                                        | 157      |
| 77  | Становништво са ограничењима у опажању или учењу једноставних ствари                             | 159      |
| 78  | Становништво са менталним ограничењима                                                           | 363      |
| 79  | Становништво без ограничења активности                                                           | 59914    |
| 80  | Становништво од 3 до 5 година које не похађа школу                                               | 1692     |
| 81  | Мушко становништво од 3 до 5 година које не похађа школу                                         | 868      |
| 82  | Женско становништво од 3 до 5 година које не похађа школу                                        | 824      |
| 83  | Становништво од 6 до 11 година које не похађа школу                                              | 250      |
| 84  | Мушко становништво од 6 до 11 година које не похађа школу                                        | 135      |
| 85  | Женско становништво од 6 до 11 година које не похађа школу                                       | 115      |
| 86  | Становништво од 12 до 14 година које не похађа школу                                             | 636      |
| 87  | Мушко становништво од 12 до 14 година које не похађа школу                                       | 340      |
| 88  | Женско становништво од 12 до 14 година које не похађа школу                                      | 296      |
| 89  | Становништво од 15 до 17 година похађа школу                                                     | 2134     |
| 90  | Мушко становништво од 15 до 17 година похађа школу                                               | 1021     |
| 91  | Женско становништво између 15 и 17 година живота у школи                                         | 1113     |
| 92  | Становништво од 18 до 24 године похађа школу                                                     | 1803     |
| 93  | Мушко становништво од 18 до 24 године похађа школу                                               | 895      |
| 94  | Женско становништво од 18 до 24 године похађа школу                                              | 908      |
| 95  | Становништво од 8 до 14 година које не може да чита и пише                                       | 268      |
| 96  | Мушко становништво старосног доба од 8 до 14 година које не може да чита и пише                  | 163      |
| 97  | Женско становништво старосног доби од 8 до 14 година које не може да чита и пише                 | 105      |
| 98  | Становништво од 15 година и више које је неписмено                                               | 3822     |
| 99  | Мушко становништво од 15 година и више које је неписмено                                         | 1752     |
| 100 | Женско становништво од 15 година и више које је неписмено                                        | 2070     |
| 101 | Становништво старо 15 и више година без школовања                                                | 4192     |
| 102 | Мушко становништво старо 15 и више година без школовања                                          | 1968     |
| 103 | Женско становништво старо 15 и више година без школовања                                         | 2224     |
| 104 | Становништво старосног доба 15 и више година са непотпуним основним образовањем                  | 7596     |
| 105 | Мушко становништво старосног доба од 15 година и више са непотпуном основним образовањем         | 3533     |
| 106 | Женско становништво старосног доба 15 и више година са непотпуном основним образовањем           | 4063     |
| 107 | Становништво старо 15 и више година са комплетним основним образовањем                           | 10428    |
| 108 | Мушко становништво старо 15 година и више са комплетним основним образовањем                     | 4781     |
| 109 | Женско становништво старо 15 и више година са комплетним основним образовањем                    | 5647     |
| 110 | Становништво старосног доба 15 и више година са непотпуним средњим образовањем                   | 3280     |
| 111 | Мушко становништво старосног доба од 15 година и више са непотпуним средњим образовањем          | 1822     |
| 112 | Женско становништво старосног доба од 15 година и више са непотпуним средњим образовањем         | 1458     |
| 113 | Становништво старо 15 и више година са пуним секундарном образовањем                             | 7911     |
| 114 | Мушко становништво старосног доба од 15 година и више са пуним секундарном образовањем           | 3616     |
| 115 | Женско становништво старосног доба од 15 година и више са пуним секундарном образовањем          | 4295     |
| 116 | Становништво старије од 18 година са постосновним образовањем                                    | 10315    |
| 117 | Мушко становништво старије од 18 година са постосновним образовањем                              | 5143     |
| 118 | Женско становништво старије од 18 година са постосновним образовањем                             | 5172     |
| 119 | Просечна оцена школовања                                                                         | 7.35     |
| 120 | Просечан ниво образовања мушке популације                                                        | 7.48     |
| 121 | Просечан ниво образовања женског становништва                                                    | 7.23     |
| 122 | Економски активно становништво                                                                   | 28274    |
| 123 | Економски активна мушка популација                                                               | 18296    |
| 124 | Економски активна женска популација                                                              | 9978     |
| 125 | Становништво које није економски активно                                                         | 20640    |
| 126 | Мушко становништво које није економски активно                                                   | 4985     |
| 127 | Женско становништво које није економски активно                                                  | 15655    |
| 128 | Запослено становништво                                                                           | 27554    |
| 129 | Запослено мушко становништво                                                                     | 17703    |
| 130 | Запослено женско становништво                                                                    | 9851     |
| 131 | Незапослена популација                                                                           | 720      |
| 132 | Незапослена мушка популација                                                                     | 593      |
| 133 | Незапослена женска популација                                                                    | 127      |
| 134 | Становништво без права на здравствене услуге                                                     | 26010    |
| 135 | Становништво које има право на здравствене услуге                                                | 37768    |
| 136 | Становништво које има право на ИМСС                                                              | 9579     |
| 137 | Становништво које има право на социјално осигурање                                               | 2576     |
| 138 | Становништво које има право на државно социјално осигурање                                       | 33       |
| 139 | Становништво које има право на опште осигурање или здравствено осигурање за нову генерацију      | 25017    |
| 140 | Становништво које је било једном или није било у браку током 12 година и више                    | 17382    |
| 141 | Венчано или уједињено становништво од 12 година и више                                           | 27690    |
| 142 | Становништво које је било у браку или уједињено 12 година и више                                 | 4008     |
| 143 | Становништво са католичком религијом                                                             | 62037    |
| 144 | Протестанти, еванђелисти и библијски следбеници различити од еванђелиста                         | 1232     |
| 145 | Становништво са другим религијама различитим од претходних                                       | 14       |
| 146 | Становништво без религије                                                                        | 245      |
| 147 | Укупно пописаних домаћинства                                                                     | 16014    |
| 148 | Пописна домаћинства на челу са мушкарцима                                                        | 12297    |
| 149 | Пописна домаћинства на челу са женама                                                            | 3717     |
| 150 | Становништво у пописним домаћинствима                                                            | 63790    |
| 151 | Становништво у пописним домаћинствима на челу са мушкарцима                                      | 51216    |
| 152 | Становништво у пописним домаћинствима на челу са женама                                          | 12574    |
| 153 | Укупно домаћинстава                                                                              | 19338    |
| 154 | Укупно насељених домаћинстава                                                                    | 16149    |
| 155 | Укупно приватних кућа                                                                            | 19203    |
| 156 | Насељени приватни домови                                                                         | 16014    |
| 157 | Укупно насељених приватних кућа                                                                  | 16133    |
| 158 | Ненасељене приватне куће                                                                         | 2322     |
| 159 | Појединачна домаћинства за привремену употребу                                                   | 867      |
| 160 | Становници у насељеним приватним кућама                                                          | 63790    |
| 161 | Насељеност станара у приватним становима                                                         | 3.98     |
| 162 | Просечно становника по соби у приватним насељеним домаћинствима                                  | 1.08     |
| 163 | Појединачна домаћинства са подовима од различитих материјала од земље                            | 15488    |
| 164 | Појединачна домаћинства у приземљу                                                               | 409      |
| 165 | Појединачна домаћинства са једном спаваћом собом                                                 | 4788     |
| 166 | Појединачна домаћинства са две спаваће собе и више                                               | 11135    |
| 167 | Појединачна домаћинства са једним собом                                                          | 528      |
| 168 | Појединачна домаћинства са две собе                                                              | 2686     |
| 169 | Појединачна домаћинства са 3 собе и више                                                         | 12693    |
| 170 | Појединачна домаћинства која имају електрично светло                                             | 15889    |
| 171 | Појединачна домаћинства која немају електрично светло                                            | 60       |
| 172 | Појединачна домаћинства која имају водоводну воду у стамбеном простору                           | 15672    |
| 173 | Појединачна домаћинства која немају водоводну воду у стамбеном простору                          | 240      |
| 174 | Појединачна домаћинства која имају тоалет                                                        | 15834    |
| 175 | Појединачна домаћинства која имају канализацију                                                  | 15802    |
| 176 | Појединачна домаћинства која немају канализацију                                                 | 92       |
| 177 | Појединачна домаћинства која имају електрично светло, довод воде из јавне мреже и канализацију   | 15541    |
| 178 | Појединачна домаћинства без икаквих услова                                                       | 92       |
| 179 | Појединачна домаћинства која имају радио                                                         | 12922    |
| 180 | Појединачна домаћинства која имају телевизор                                                     | 15580    |
| 181 | Појединачна домаћинства која имају фрижидер                                                      | 14570    |
| 182 | Појединачна домаћинства која имају машину за веш                                                 | 11710    |
| 183 | Појединачна домаћинства која имају аутомобил или комби                                           | 7573     |
| 184 | Појединачна домаћинства која имају рачунар                                                       | 4118     |
| 185 | Појединачна домаћинства која имају фиксну телефонску линију                                      | 8166     |
| 186 | Појединачна домаћинства која имају мобилни телефон                                               | 9564     |
| 187 | Појединачна домаћинства која имају приступ интернету                                             | 3143     |
| 188 | Величина локације                                                                                | 10       |